# نورس خطافي المنقار
النورس الخطافي المنقار (الاسم العلمي: Creagrus) هو جنس من الطيور يتبع فصيلة النورسية من الرتبة الزقزاقيات.

## أنواع
لهذا الجنس من الطيور نوع وحيد هو:
- نورس متفرع الذيل (الاسم العلمي: Creagrus furcatus)